# Luces de Lubbock
Las luces de Lubbock fueron una formación inusual de las luces vistas sobre la ciudad de Lubbock (Texas), entre agosto y septiembre de 1951. El incidente de las luces de Lubbock recibió la publicidad nacional y se mira como uno de los primeros casos grandes de Objetos Voladores No Identificados en los Estados Unidos. Las luces de Lubbock fueron investigadas por la fuerza aérea de los Estados Unidos en 1951. La fuerza aérea creyó inicialmente que las luces eran causadas por un tipo de pájaro llamado chorlito, pero concluyó eventual que las luces "no eran pájaros... pero no eran Naves espaciales... las [luces de Lubbock] se han identificado positivamente como un fenómeno natural muy común y fácilmente explicable ". Sin embargo, para mantener el anonimato del científico que había proporcionado la explicación, la Fuerza Aérea se abstuvo de proporcionar cualquier detalle con respecto a su explicación de las luces.

## Los avistamientos
La primera observación publicitada de las luces ocurrió el 25 de agosto de 1951, alrededor de las 21 horas. Tres profesores del Texas Technological College (ahora Texas Tech University), ubicados en Lubbock, estaban sentados en el patio trasero de uno de los hogares del profesor cuando observaron que las "luces" volaban sobre sus cabezas. Un total de 20-30 luces, tan brillantes como estrellas pero más grandes en tamaño, volaron sobre el patio en cuestión de segundos. Los profesores descartaron de inmediato a los meteoros como posible causa de los avistamientos, y cuando hablaron de su avistamiento, un segundo grupo similar de luces voló sobre sus cabezas.
Los tres profesores - Dr. A.G. Oberg, ingeniero químico, Dr. W.L. Ducker, jefe de departamento e ingeniero de petróleo, y el geólogo W.I. Robinson, informaron de su presencia en el diario local Lubbock Avalanche-Journal. Después del artículo del periódico, tres mujeres en Lubbock informaron que habían observado "peculiares luces intermitentes" en el cielo la misma noche de las observaciones del profesor. El Dr. Carl Hemminger, profesor de alemán en Texas Tech, también informó haber visto los objetos, al igual que el jefe del departamento de periodismo de la universidad.
Los tres profesores decidieron volver a ver los objetos y descubrir su identidad. El 5 de septiembre de 1951, los tres hombres, junto con otros dos profesores de Texas Tech, estaban sentados en el patio delantero del Dr. Robinson cuando las luces volaban sobre sus cabezas. Según el Dr. Grayson Mead, las luces "parecían tener el tamaño de un plato y eran de color azul verdoso, ligeramente fluorescentes, eran más pequeñas que la luna llena en el horizonte. Estas luces... eran absolutamente circulares... nos dieron a todos... una sensación muy extraña." Mead afirmó que las luces no podían haber sido pájaros, pero también declaró que "pasaron tan rápido... que deseábamos que pudiéramos haber tenido un mejor aspecto". Los profesores observaron una formación de luces que volaban sobre una nube fina a unos 610 m; Esto les permitió calcular que las luces estaban viajando a más de 600 millas por hora (970 km / h).

## Las fotografías de Hart
En la noche del 30 de agosto de 1951, Carl Hart, Jr., un estudiante de primer año en Texas Tech, estaba acostado en la cama mirando por la ventana de su habitación cuando observó un grupo de 18-20 luces blancas en una "v" Volando por encima Hart tomó una cámara Kodak de 35 mm y caminó hasta el patio trasero de la casa de sus padres para ver si las luces volverían. Otros dos vuelos pasaron por encima, y Hart pudo tomar un total de cinco fotos antes de que desaparecieran. Después de tener las fotos desarrolladas Hart las llevó a las oficinas de la Lubbock Avalanche-Journal. Después de examinar las fotos, el editor del periódico, Jay Harris, le dijo a Hart que las iba a imprimir en el periódico, pero que "lo haría (Hart) fuera de la ciudad" si las fotos fueran falsas. Cuando Hart le aseguró que las fotos eran genuinas, Harris pagó a Hart 10 dólares por las fotos. Las fotografías fueron pronto reimpresas en periódicos de todo el país, y fueron impresas en la revista Life, lo que les dio una amplia publicidad. El laboratorio de física de la Base Aérea de Wright-Patterson en Ohio analizó las fotografías de Hart. Después de un extenso análisis e investigación de las fotos, el teniente Edward J. Ruppelt, supervisor del Proyecto Blue Book de la Fuerza Aérea, publicó una declaración escrita a la prensa de que "las fotos de [Hart] nunca resultaron ser un engaño, Fueron probados para ser genuinos." Hart ha mantenido constantemente a este día que las fotos son genuinas. Curiosamente, los profesores de Texas Tech afirmaron que las fotos no representaban lo que habían visto, ya que sus objetos habían volado en una formación "u" en lugar de la formación "v" representada en las fotos de Hart.

## Investigación y controversia de la Fuerza Aérea
A finales de septiembre de 1951, el teniente Ruppelt leyó sobre las luces de Lubbock y decidió investigarlas. El Proyecto Blue Book (fundado en 1948 como Project Sign) fue el grupo de investigación oficial de la Fuerza Aérea asignado para investigar los informes de ovnis. Ruppelt viajó a Lubbock y entrevistó a los profesores, Carl Hart, ya otros que aseguraron haber visto las luces. La conclusión de Ruppelt en ese momento era que los profesores habían visto un tipo de pájaro llamado chorlito. Asimismo, la ciudad de Lubbock había instalado nuevas luces de vapor en 1951, por lo que Ruppelt creía que los chorlitos, volando sobre Lubbock en su migración anual, reflejaron las nuevas luces de la calle por la noche. Los testigos que apoyaron esta afirmación fueron T.E. Snider, un granjero local que el 31 de agosto de 1951 había observado algunos pájaros que volaban sobre un teatro de la impulsión-en; Las partes inferiores de las aves se reflejaban en la luz. Otro testigo, Joe Bryant, había estado sentado fuera de su casa con su esposa el 25 de agosto - la misma noche en que los tres profesores habían visto por primera vez las luces. Según Bryant, él y su esposa habían visto un grupo de luces volar por encima, y luego otros dos vuelos. Al igual que los profesores, al principio fueron desconcertados por los objetos, pero cuando el tercer grupo de luces pasó por encima de ellos comenzaron a rodear la casa de los Bryant. El Sr. Bryant y su esposa notaron entonces que las luces eran en realidad chorlitos, y podían oírlos también. Además, el Dr. J. Allen Hynek, astrónomo y uno de los consultores científicos del Proyecto Libro Azul, contactó a uno de los profesores de Texas Tech en 1959 y se enteró de que el profesor, después de una cuidadosa investigación, había llegado a la conclusión de que había estado observando los chorlitos.
Sin embargo, no todos estuvieron de acuerdo con esta explicación. William Hams, fotógrafo en jefe del Lubbock Avalanche-Journal, tomó varias fotos nocturnas de pájaros que volaban sobre las luces de vapor de Lubbock y descubrió que no podía duplicar las fotos de Hart, las imágenes eran demasiado oscuras para ser desarrolladas. JC Cross, jefe del departamento de biología de Texas Tech, descartó la posibilidad de que las aves pudieran haber causado los avistamientos. Un guardián de juegos que Ruppelt entrevistó sentía que los avistamientos no podían haber sido causados por plovers, debido a su baja velocidad (50 mph o 80 km / h) y la tendencia a volar en grupos mucho más pequeños que el número de objetos reportados por testigos oculares. El director admitió que en el otoño de 1951 se había visto un número inusualmente grande de chorlitos. El doctor Mead, que había observado las luces, discutió fuertemente la explicación de la chorlita: "estos objetos eran demasiado grandes para cualquier ave ... Tengo Tenía bastante experiencia cazando y no sé de ningún pájaro que podría ir tan rápido que no podríamos oír... haber ido tan rápido como esto, ser pájaros, tendrían que haber sido extremadamente bajos para desaparecer Muy rápido". Curiosamente, en su best seller de 1956, The Report on Unidentified Flying Objects, el propio Ruppelt vendría a rechazar la hipótesis de la chorlita, pero frustrantemente se abstuvo de explicar lo que las luces de hecho eran:
"No eran pájaros, no eran luz refractada, pero no eran naves espaciales... Las luces... han sido positivamente identificadas como un fenómeno natural muy común y fácilmente explicable." Es muy lamentable que no pueda divulgar... la forma en que se encontró la respuesta... Diciendo la historia llevaría a [la identidad del científico que "finalmente llegó a la respuesta" y... le prometí al hombre un completo anonimato."